# Truro City FC
El Truro City FC es un equipo de fútbol de Inglaterra que juega en la Conference National, la quinta división nacional.

## Historia
Fue fundado en el año 1889 en la ciudad de Truro como uno de los equipos fundadores de la Cornwall County Football Association (CCFA). Su primer partido lo jugaron a finales de ese año en la Truro School, que fue una victoria por 7-1 sobre el Penzance, aunque después jugaron sus partidos de local en Tolgarrick. En 1895 ganaron su primer título, la Cornwall Senior Cup donde vencieron en la final al Launceston por 5–0.
En la década de los años 1930 el Truro dejó la liga de Cornish para jugar en la Plymouth and District League, donde fueron campeones en 1936–37 pero fueron sacados de la Cornwall Senior Cup, de la cual fueron readmitidos en 1938. Después el Truro fue uno de los equipos fundadores de la South Western League en 1951 donde no duraron mucho, requiriendo de dos votaciones para ser incluidos en la liga en sus primeros dos años, viéndose forzados a descender a la Cornwall Combination de 1975 a 1978 luego de perder su sede. Al regresar a la South Western League en 1978 el club ocupó dos reelecciones en 1982 y 1983 para seguir en la liga aunque fueron campeones en cinco ocasiones, la mayoría en los años 1990.
Al iniciar el nuevo milenio el club inició a decaer en la financiero y lo deportivo, pasando a ocupar los últimos lugares en la South Western League por varias temporadas. La fortuna les cambió en 2004 cuando fue comprado por Kevin Heaney. el nuevo dueño canceló las deudas y puso al Truro en la National League, estableciéndolo como el primer equipo profesional de Cornish en la Conference National.
En la temporada 2005–06 fe subcampeón de la South Western League y logró el ascenso a la Western League Division One por primera vez en su historia, donde fueron campeones con 37 victoria, 4 empates y solo una derrota. El City también tuvo éxito en la FA Vase donde vencieron al AFC Totton por 3–1 en la final, siendo el primer equipo de Cornish en ganar un trofeo nacional. La final fue el segundo partido que se jugó en el reconstruido Wembley Stadium ante 36,232 espectadores.
En su primera temporada en la Western League Premier Division el Truro ganó el ascenso a la Southern League en su primer intento, siendo el primer equipo de Cornish en jugar en la Southern League, a solo tres ascensos de la fase nacional. 
Al finalizar la temporada 2007–08 el presidente del club Kevin Heaney convirtió al equipo en profesional, tras la renuncia del jefe Dave Leonard. Por el resto de la temporada el director de Fútbol Chris Webb tomó el puesto, asistido por el anterior jefe Dave Newton.
Heaney quebró la compañía, y luego de la caída en el mercado, el club quedó disponible para atraer jugadores de ligas más altas. Heaney consiguió que el Truro City tuviera el apoyo de un equipo de la Football League Two aún sin alcanzar ese nivel. Luego de que la compañía de Heaney fuera liquidada en £4.5m, se utilizó el dinero para financiar al club.
En mayo de 2008 el delantero que jugó en los equipos Plymouth Argyle y Exeter City, el galés Sean McCarthy se convirtió en el nuevo entrenador del club teniendo a Dave Newton como asistente. El 7 de diciembre de 2009 McCarthy dejó al club por mutuo acuerdo luego de perder 2-7 de visita ante el Stourbridge. El 22 de diciembre de 2009 el Truro contrató a Kyle Tooze como su nuevo entrenador. El 29 de diciembre de 2009 Steven Thompson fue contratado como el nuevo entrenador, pero el 29 de marzo de 2010 dejó al equipo por mutuo acuerdo luego de ganar solo cinco de los 18 partidos que dirigió y porque dejó al equipo casi sin esperanzas de lograr el ascfenso.
Lee Hodges tomó el lugar de Thompson, coon éxito luego de que el 23 de abril de 2011 el Truro ascendió a la Conference South para la temporada 2011–12 a falta de un partido luego de la victoria por 3–0 sobre el Banbury United. En la temporada 2011–12 el Truro terminó en el 14° lugar.
El 25 de septiembre de 2011 HM Revenue and Customs presentó una solicitud de liquidación del club debido a deudas por pago de impuestos por £100,000. Anterior a eso el presidente Kevin Heaney daba rumores de que el equipo fue vendido. Una reunión el 31 de octubre de 2011 entre el club y HMRC hizo que retrasaran el proceso de liquidación del club hasta el 16 de enero de 2012 para pagar los impuestos. Una nueva solicitud de liquidación fue solicitada por HMRC ante la High Court of Justice (Chancery Division) el 30 de marzo de 2012 que se pactó para el 30 de abril de 2012 cuando el club fue condenado a pagar £51,000 a HM Revenue and Customs. Al no pagar se pidió una prórroga para el 25 de junio de 2012, pero fue rachazada. Cuatro entidades el reclamaron deudas al equipo por £700,000, per el club peleó por esos reclamos.
El presidente Kevin Heaney renunció el 24 de agosto de 2012 luego de declarar la bancarrota, y fue reemplazado por el vicepresidente Chris Webb. El 31 de agosto el Truro City F.C. puso en cobro administrativa a la plantilla, que no había recibido el pago de agosto, por lo que el club no se iba a presentar al partido ante el Boreham Wood del 1 de septiembre hasta que les pagaran. El 3 de septiembre la HMRC hizo un nuevo proceso de liquidación por una deuda por £15,000 pospuesta por dos semanas, pero fue desestimada por que el club estaba en cobro administrativo. El Truro perdió 10 puntos por multas en la temporada, quedando en la parte baja de la tabla en la Conference South.
El 11 de octubre de 2012 los dirigentes del Truro City quedaron al límite de pagar la cuota de la Football Conference de £50,000 para seguir jugando en la Conference South. Ese monto era para cubrir los gastos de traslado de los clubes a pesar de que el Truro podía ser liquidado a mitad de temporada y los resultados fueran apelados. El club ofreció un monto que la Conference rechazó. El partido de local ante el Dover Athletic del 13 de octubre fue cancelado y el club iba a ser expulsado de la liga por la liquidación y con riesgo de ser expulsado.
Pero el 12 de octubre la Conference le dio al club otra semana para pagar el monto. Al pasar una semana el club seguía sin pagar con el riesgo de ser expulsado de la Football Conference, pero las discusiones continuaron y el City recibió la ayuda de los empresarios Pete Masters y Philip Perryman que pagaron los £50,000. Ellos hicieron un contrato para comprar al club el 14 de diciembre de 2012.
Los nuevos dueños salvaron al club en la Conference South, y a Lee Hodges no le ofrecieron un nuevo contrato al finalizar la temporada. El 5 de junio de 2013 el club hizo un acuerdo con los acreedores y redujeron la deuda a £80,000 pagadera en tres años. ese acuerdo permitió al City continuar en la liga para la temporada 2013–14.
Hodges fue reemplazado en junio de 2013 por Steve Massey, que sería entrenador del equipo por tercera vez, ya que había dirigido al club en los periodos de 1992–94 y 2005–06. Massey fue despedido el 12 de marzo de 2014 cuando el City terminó en la 19ª posición en la Southern League. Al día siguiente Steve Tully fue nombrado jugador-entrenador hasta el final de la temporada.
Tully se quedó en el cargo y logró su regreso a la Conference South, ahora conocida como National League South luego de ganar el en playoff de la Southern Football League por 1–0 ante el St Neots Town el 4 de mayo de 2015.
En la temporada 2015–16 era la segunda ocasión en la que el Truro jugaba en la liga, donde finalizó en cuarto lugar y clasificó a los playoffs, donde perdió ante el Maidstone United en las semifinales. Al año siguiente terminó en la posición 19, apenas salvando la categoría. Tully sería reemplazado por Lee Hodges, quien dirigió al equipo hace tres años.
En 2017–18 el club terminó de séptimo y clasificó a los play-offs, donde perdió 1-3 ante Hampton & Richmond Borough en la ronda de clasificación. En ese año jugó en la FA Cup por primera vez, donde perdió en la primera ronda por 1-3 ante el Charlton Athletic en The Valley, partido en el que Tyler Harvey anotó el gol del Truro.
Luego de que Hodges dejara al club contrataron como entrenador a Leigh Robinson y a su asistente Michael Meaker, pero ambos fueron despedidos en marzo de 2019 luego de dejar al equipo en la posición 19. Paul Wilkinson fue contratado como entrenador interino pero no evitó el descenso del club que terminó en la posición 20 y bajó a la Southern League. Wilkinson dejó al club para ser entrenador del Bury de la Football League One.
El club contrató como entrenador a Paul Wotton para la temporada 2019–20, siendo su primer equipo como entrenador. Wotton dio cinco temporadas estables al Truro City llevando al equipo de regreso a la National League South para la temporada 2022-23 con una victoria en el último minuto por 3-2 en la final del play-off ante el Bracknell Town. Wotton llevó al Truro al puesto 16 de la liga en su última temporada en el club.
El 30 de noviembre de 2023 el Truro City fue comprado por el consoricio canadiense "Ontario Inc", con en el dueño del Cornwall RLFC Eric Perez como presidente. En ese día Paul Wotton firmaría una renovación de contrato multianual con el club para evitar su partida, pero el 14 de mayo de 2024 dejó al Truro para dirigir al Torquay United.
El Truro City nombra como entrenador a John Askey, que había logrado ascensos con el Macclesfield y el York City. El Truro se mudó a su nueva sede, y el cambio de dueño cambió las cosas en el Truro.
En la temporada 2024–25 el Truro hizo historia al ser el primer equipo de Cornwall en ascender a la National League, la quinta división nacional, luego de vencer en casa 5–2 al St Albans City, asegurando el título de la National League South en el último partido de la temporada por diferencia de goles sobre el Torquay United.

## Palmarés
- National League South (1): 2024–25
- Southern League Premier (1): 2010–11
- Southern League Division One (1): 2008–09
- Western League Premier (1): 2007–08
- Western League Division One (1): 2006–07
- South Western League (5): 1960–61, 1969–70, 1992–93, 1995–96, 1997–98
- FA Vase (1): 2006–07
- South Western League Cup (3): 1959–60, 1966–67 (compartido), 1992–93
- Cornwall Senior Cup (15): 1894–95, 1901–02, 1902–03, 1910–11, 1923–24, 1926–27, 1927–28, 1937–38, 1958–59, 1966–67, 1969–70, 1994–95, 1997–98, 2005–06, 2006–07, 2007–08
- Durning Lawrence Cornwall Charity Cup (11): 1911–12, 1912–13, 1919–20, 1925–26, 1928–29, 1929–30, 1930–31, 1932–33, 1949–50, 1964–65, 1980–81